# Xã Morton, Quận Sedgwick, Kansas
Xã Morton (tiếng Anh: Morton Township) là một xã thuộc quận Sedgwick, tiểu bang Kansas, Hoa Kỳ. Năm 2010, dân số của xã này là 2.667 người.